# 安徽号两栖攻击舰
安徽号两栖攻击舰，正式名称为中国人民解放军海军安徽舰（舷号：33），是中国人民解放军海军入役的第三艘075型两栖攻击舰暨第五艘大型直通甲板载机战舰。该舰于2020年4月左右动工建造，2021年1月29日下水，约2022年下半年服役，并在2022年11月10日首次公开亮相。该舰的滿載排水量3.6萬噸，其大致结构设计继承自海南舰和广西舰，与前两艘同型的075型两栖攻击舰大同小异，主要用于在短期内快速更新并加强解放军海军于2010年代以大型运输舰为主的两栖作战能力体系，补足两栖攻击舰这一短板。

## 历程
2021年1月29日，安徽号两栖攻击舰下水。
2021年11月25日，安徽舰首次出海试航，12月14日试航结束。2022年3月23日，安徽舰再次出海试航。
2022年9月，“安徽舰”刷号，舷号为33。
2022年11月，安徽舰进行了入列后的首次海上训练。
2025年2月10日至11日，解放军海军33号“安徽”舰领衔的7舰编队穿越宫古海峡进入西太平洋，编队包括2艘052D型134号“绍兴”舰、155号“南京”舰，2艘054A型530号“徐州”舰、577号“黃冈”舰，071型986号“四明山”舰及903型886号“微山湖”舰。

## 人員編制

### 历任领导
| 中国人民解放军海军安徽舰舰长 - 杨 洋 海军上校 | 中国人民解放军海军安徽舰政治委员 - 刘长青 海军上校 |